# 中涅瓦河造船厂
中涅瓦河造船厂（羅馬化：Sredne-Nevskiy sudostroitelnyy zavod  ）于19世纪末前成立于俄罗斯圣彼得堡。 1917 年，该公司雇用了 17,000 名员工。 20世纪初，该公司在尼古拉耶夫设立了分公司，负责组装在圣彼得堡建造并运往黑海的船舶。 现如今，它是联合造船集团的一部分。

## 历史
中涅瓦河造船厂位于圣彼得堡南部科尔皮诺区伊若拉河与涅瓦河交汇处附近，是俄罗斯海军水雷战舰艇的重要制造厂。该造船厂的历史可以追溯到 1911 年，当时圣彼得堡金属厂（当时是船用涡轮机制造商）在乌斯季伊佐拉建立了一个造船厂来建造驱逐舰。 
在两次世界大战之间，乌斯季伊佐拉造船厂仅限于建造内河驳船。第二次世界大战后，该公司发展成为扫雷舰和其他小型战斗舰艇的主要建造商，并在 20 世纪 50 年代和 1960 年代建造了钢壳T-43 、 T-58 、 Yurka和Natya级舰艇。它还建造了一些大型拖船和小型油轮作为海军辅助设备。 
1970年左右，它开始试验玻璃增强塑料，随后建造了几艘热尼亚级扫雷舰和许多叶夫根尼亚级和利达级近海扫雷舰。它还建造了“马特卡”级和“图里亚”级水翼艇以及“狼蛛”级导弹护卫舰。 
如今，该公司在民用市场上提供了多种类型的船舶，类似于其扫雷舰级别，包括100吨以下的玻璃增强塑料船体、800吨以下的钢壳船舶以及用低磁钢建造的类似船舶。 

## 笔记
1. ↑  Breyer, p. 144

## 链接
- 官方网站 （页面存档备份，存于）